# Mappin & Webb

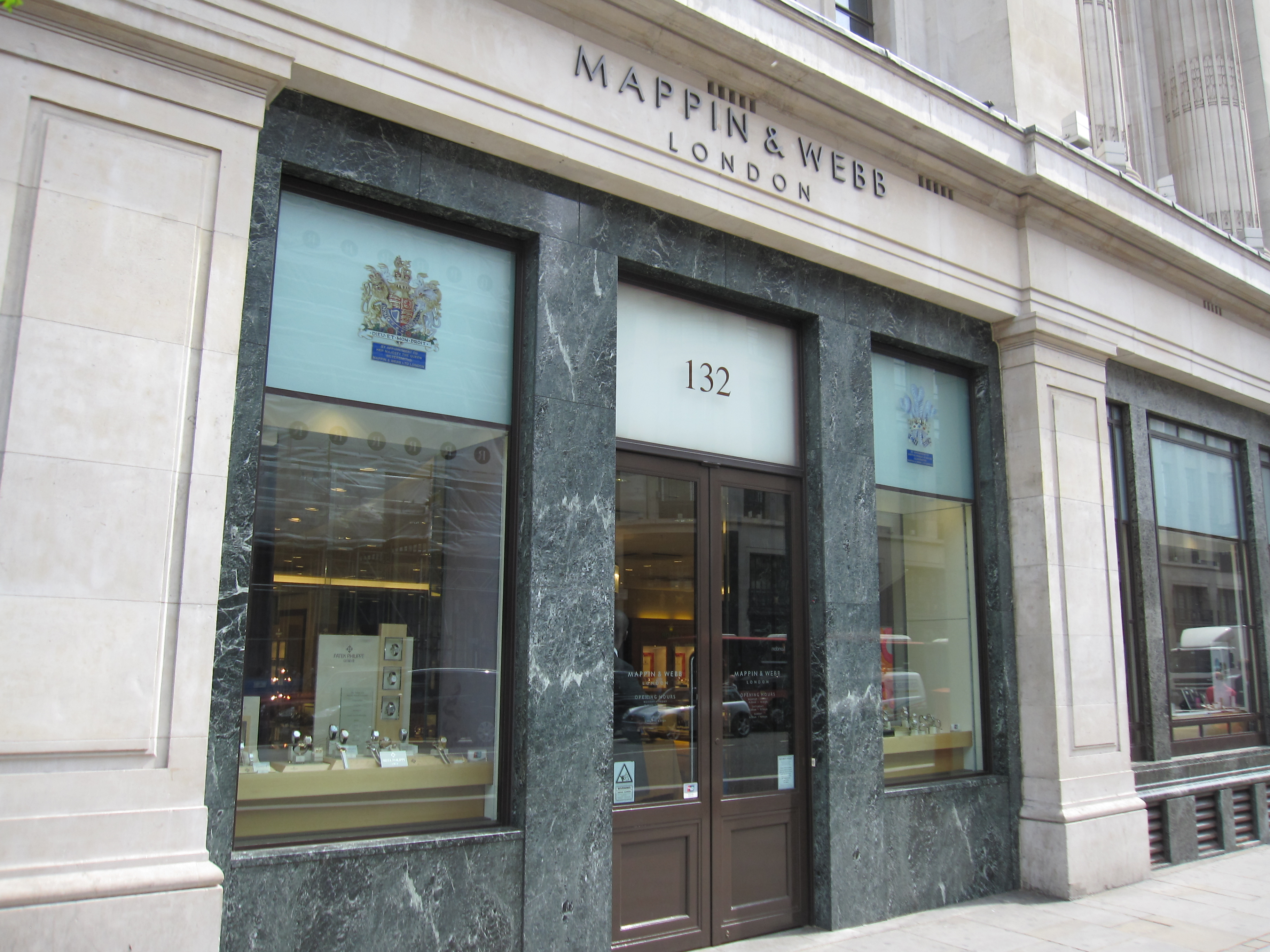
Mappin & Webb na Regent Street em Londres (2011).

A Mappin & Webb é uma empresa de joias sediada no Reino Unido. A Mappin & Webb tem suas origens em uma oficina de prata fundada em 1775. Ela agora tem lojas de varejo no Reino Unido. Ele detém Royal Warrants para monarcas britânicos desde 1897. O mestre artesão Martin Swift é o atual joalheiro da Coroa do Reino Unido.

## História
Mappin & Webb traça suas origens até 1775, quando Jonathan Mappin abriu uma oficina de prata em Sheffield, então como agora um importante centro do comércio de prata inglês. O negócio acabou se tornando o Mappin Brothers.
Um dos bisnetos de Jonathan Mappin, John Mappin, começou seu próprio negócio em Londres, Mappin & Company, em 1860, que se tornou Mappin, Webb & Co. em 1862, depois que John Mappin foi acompanhado por seu cunhado George Webb. A primeira loja Mappin & Webb abriu em 1860 na 77-78 Oxford Street, Londres, e os candelabros da empresa, talheres finos e produtos de vaidade ganharam fama rapidamente. Como uma progressão natural da prataria, a Mappin & Webb começou a projetar joias. A Mappin, Webb & Co. adquiriu a Mappin Brothers em 1903.
O Mappin & Webb expandiu-se internacionalmente a partir da década de 1890. Sua primeira loja no exterior foi estabelecida em Joanesburgo e as lojas logo seguiram em Buenos Aires, Rio de Janeiro, São Paulo,, Biarritz, Hong Kong, Xangai, Cairo e Bombaim. No entanto, todas as lojas internacionais fecharam na segunda metade do século XX.
A Mappin & Webb criou joias para realeza no Reino Unido e internacionalmente. Os patronos incluem a rainha da França, Maria Antonieta, a imperatriz da Rússia e a princesa Grace de Mônaco. A empresa historicamente detinha mandados reais tanto para o Império Russo quanto para a Casa Real Japonesa. A rainha Vitória foi a primeira monarca britânica a encomendar a Mappin & Webb. O colar do Jubileu de Ouro de Vitória do Reino Unido foi criado pela casa em 1888 e foi designado pela rainha como uma herança da Coroa. A Mappin & Webb detém Royal Warrants no Reino Unido desde 1897. Hoje, a Mappin & Webb detém mandados tanto para a Rainha quanto para o Príncipe de Gales. O mestre artesão da Mappin & Webb, Martin Swift, foi nomeado em 2012 para o cargo de Joalheiro da Coroa, o guardião das Jóias da Coroa Britânica, que é responsável por prepará-las para a Abertura do Parlamento e outras ocasiões do estado.
A marca tem uma forte herança esportiva: produziu o troféu original da Ryder Cup e fez troféus para as corridas de cavalos Royal Ascot por 75 anos.

## Propriedade
A Mappin & Webb fundiu-se com a Elkington e a Walker & Hall em 1963, sendo a empresa incorporada denominada British Silverware Ltd. Em 1973, a Mappin & Webb foi comprada pela Sears Holdings. A empresa acabou sendo comprada pela Baugur, que se tornou insolvente em 2010. Após um breve período no grupo Asprey Garrard, a empresa agora faz parte do grupo de varejo Aurum Holdings. A Mappin e a Webb continuam a produzir coleções clássicas de prataria e joalheria, e é uma varejista de relógios de luxo em suas butiques, incluindo relógios das suíças Rolex, Jaeger-LeCoultre, Patek Philippe e Omega.

## Agência bancária
Uma filial da Mappin & Webb ocupou um local na cidade de Londres na junção da Poultry e Queen Victoria Street, adjacente ao entroncamento do Banco, na cidade de Londres. Projetado no estilo neo-gótico por John Belcher em 1870, o prédio listado foi demolido em 1994 para abrir caminho para a construção de um escritório pós-moderno e um edifício de varejo - No 1 Poultry - apesar de uma campanha ferozmente disputada para salvar o prédio do século XIX.